# 2258 Viipuri
2258 Viipuri eller 1939 TA är en asteroid i huvudbältet som upptäcktes den 7 oktober 1939 av den finske astronomen Yrjö Väisälä vid Storheikkilä observatorium. Den har fått sitt namn efter det finska namnet på den numera ryska staden Viborg.
Asteroiden har en diameter på ungefär 26 kilometer.